# Албина Грчић
Албина Грчић (Сплит, 6. фебруар 1999), позната као Албина, је хрватска поп певачица. Своју каријеру започела је учешћем у трећој сезони хрватске верзије шоуа The Voice где је завршила на трећем месту. Представљала је Хрватску на Песми Евровизије 2021. у Ротердаму са песмом "Tick-Tock".

## Каријера
Албина је значајније започела своју музичку каријеру учешћем у трећој сезони The Voice Hrvatska, где је на свом прво наступу извела песму "En cambio no" Лауре Паусини. Двоје чланова жирија, Вана и Давор Гобац су дали свој глас, тако је Албина изабрала Вану као своју менторку. Првобитно је испала у уживо двобоју против Филипа Рудана, али је Масимо Савић искористио свог џокера сходно правилима такмичења и вратио је у шоу, тако што је Масимо постао њен ментор. Догурала је до финала где је завршила на трећем месту.
Одмах након завршетка The Voice-a, Албина је потписала уговор с дискографском кућом Universal Music Croatia. 2020. објављује свој први сингл "Имуна на страх" 2021. Албина наступа на Дори са песмом "Tick-Tock" где побеђује и стиче право да представља Хрватску на Песми Евровизије 2021. у Ротердаму.